# Nagy Sándor (irodalomtörténész, 1877–1963)
Nagy Sándor (Vác, 1877. november 15. – Budapest, 1963. október 29.) magyar irodalomtörténész.

## Életpályája
Szülei Nagy Mihály és Kiss Terézia. A budapesti egyetemen szerzett tanári diplomát; 1926-ig a szászvárosi református Kuun Kollégium igazgatója volt; iskolájának bezárása után áttelepült Magyarországra, s Budapesten volt középiskolai tanár.
1907-10 között több tanulmánya jelent meg Tompa Mihály életéről és költészetéről az Irodalomtörténeti Közleményekben, a Budapesti Szemlében és az Urániában. Foglalkozott Mikszáth Kálmán humorával (ItK, 1914), a János vitézzel és a Toldival (ItK, 1914; Urania, 1917). Gróf Kuun Géza élete és munkássága c. összefoglalása önálló kiadásban is megjelent (Szászváros, 1920).
Az 1925-ös centenáriumra könyvet írt Jókai Mórról, összefoglalva benne az író életútját és alkotói pályáját (Jókai. Jubileumi kiadás az író születésének 100. évfordulója alkalmából. A Brassói Lapok kiadása, Brassó, 1925). Arany Toldija címmel irodalomtörténeti és néptani tanulmányt írt (Budapest, 1935).
Felesége Vékony Eszter, akivel 1908-ban Kisjenőn kötött házasságot.